# (6217) 1975 XH
(6217) 1975 XH là một tiểu hành tinh vành đai chính. Nó được phát hiện bởi Carlos Torres và Sergio Barros ở Đài thiên văn Cerro El Roble vận hành bởi Đại học Chile ngày 1 tháng 12 năm 1975.